# Роберто Моцціні
Роберто Моцціні (італ. Roberto Mozzini, нар. 22 жовтня 1951, Сустіненте) — італійський футболіст, що грав на позиції захисника, зокрема за «Торіно» та «Інтернаціонале», а також національну збірну Італії.

## Клубна кар'єра
У дорослому футболі дебютував 1971 року виступами за команду «Торіно», в якій провів вісім сезонів, взявши участь у 180 матчах чемпіонату.  Більшість часу, проведеного у складі «Торіно», був основним гравцем захисту команди. В сезоні 1975/76 виборов титул чемпіона Італії.
Протягом 1979–1981 років грав за «Інтернаціонале», у складі якого удруге в кар'єрі 1980 року став переможцем національної першості. 
Згодом провів один сезон у «Болоньї», а завершував кар'єру у третьолігових «Фано» та «Рондінеллі».

## Виступи за збірні
1971 року провів одну гру за молодіжну збірну Італії.
1976 року дебютував в офіційних матчах у складі національної збірної Італії. Загалом протягом двох років провів шість матчів у формі  національної команди, включаючи чотири гри відбору на ЧС-1978. Італійці його успішно подолали, проте до їх заявки на фінальну частину світової першості Моцціні не включили.

## Статистика виступів

### Статистика виступів за збірну
| Дата       | Місто           | Господарі  | Результат | Гості     | Турнір            | Голи | Примітки |
| ---------- | --------------- | ---------- | --------- | --------- | ----------------- | ---- | -------- |
| 16-10-1976 | Люксембург      | Люксембург | 1 – 4     | Італія    | Відбір до ЧС 1978 | -    |          |
| 26-1-1977  | Рим             | Італія     | 2 – 1     | Бельгія   | товариський матч  | -    |          |
| 8-6-1977   | Гельсінкі       | Фінляндія  | 0 – 3     | Італія    | Відбір до ЧС 1978 | -    |          |
| 8-10-1977  | Західний Берлін | ФРН        | 2 – 1     | Італія    | товариський матч  | -    |          |
| 15-10-1977 | Турин           | Італія     | 6 – 1     | Фінляндія | Відбір до ЧС 1978 | -    |          |
| 16-11-1977 | Лондон          | Англія     | 2 – 0     | Італія    | Відбір до ЧС 1978 | -    |          |
| Усього     |                 | Матчів     | 6         |           | Голів             | 0    |          |

| Дата       | Місто  | Господарі | Результат | Гості     | Турнір           | Голи | Примітки |
| ---------- | ------ | --------- | --------- | --------- | ---------------- | ---- | -------- |
| 15-12-1971 | Ровінь | Італія    | 1 – 0     | Югославія | Товариський матч | -    |          |
| Усього     |        | Матчів    | 1         |           | Голів            | 0    |          |

## Титули і досягнення
- Чемпіон Італії (2):

«Торіно»: 1975-1976
«Інтернаціонале»: 1979-1980